# 洛斯卡
51°50′59″N 32°53′42″E / 51.84972°N 32.89500°E
洛斯卡（烏克蘭語：Лоска），是烏克蘭的村落，位於該國北部切爾尼戈夫州，由諾夫哥羅德-謝韋爾斯基區負責管轄，始建於1700年，面積0.74平方公里，海拔高度167米，2001年人口344，人口密度每平方公里464.9人。